# Potključni mišić
Potključni mišić (lat. musculus subclavius) je kratki mišić koji se nalazi između ključne kosti i prvog rebra. Mišić pomaže pri disanju, a inervira ga lat. nervus subclavius.

## Polazište i hvatište
Mišić polazi s prvog rebra i njegove hrskavice (gornje strane), ide prema gore i lateralno i hvata se za ključnu kost (donju stranu). 